# 硫代硫酸金钠
硫代硫酸金钠（英語：Sodium aurothiosulfate）是化學式為Na3Au(S2O3)2·2H2O的無機化合物，其陰離子是由一個金原子和二個硫代硫酸根離子配位而成的直線形離子。硫代硫酸金钠和其他的金化合物一樣，可以做為抗风湿药。第一次的安慰劑對照實驗可能是在1931年開始的，當時用sanocrysin治療結核病，以蒸餾水安慰劑比較其效果。

## 制备
硫代硫酸金钠可由硫代硫酸钠还原氯化金产生：
4 Na
2S
2O
3  +  AuCl
3   →    Na
3[Au(S
2O
3)
2]  +  Na
2S
4O
6  +  3 NaCl

## 結構

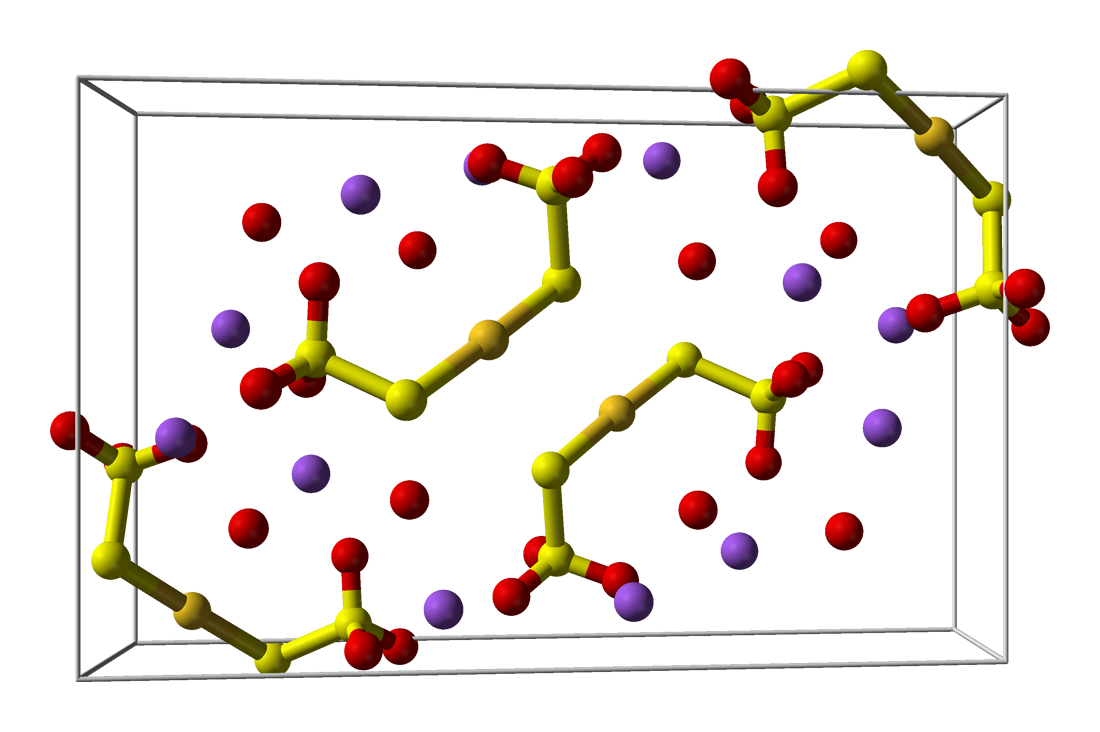
Na3[Au(S2O3)2]*2H2O在X射线晶体学下的結構。紅色：氧、橘色：金、黃色：硫、紫色：鈉。氫原子省略不畫

其離子錯合物的結構是線性的AuS2中心，整體是中心对称結構。和其他過渡金屬硫代硫酸鹽類似，硫代硫酸根中只有部份planetary的硫原子會和金屬配位。